# Nuihuli
Nuihuli — концертный альбом российской музыкальной группы Химера. На обложке альбома изображена одна из картин Эдуарда Старкова.

## Об альбоме
Запись была произведена летом 1995 года в петербургском клубе Tamtam. Во время концерта было исполнено около двадцати песен, как совершенно новых, так и старых, записывавшихся ещё в 1990-1991 годах для различных бутлегов; среди прочих были исполнены народная песня «По приютам я с детства скитался» и исковерканная до неузнаваемости песня «Электричка» советской рок-группы Кино, которая, как и часть других композиций, в окончательный вариант альбома не вошла.
В начале 2000-х годов альбом Nuihuli выходил как новогоднее приложение к журналу Fuzz вместе с буклетом, включавшим фрагменты воспоминаний Всеволода Гаккеля. В 2005 году альбом выходил на компакт-диске в комплекте с DVD под названием Live in Stortebeker, на котором был запечатлён концерт группы в гамбургском сквоте весной 1996 года.
Некоторые песни (в частности, песня «Льды») из этого альбома также исполнялись группой Последние танки в Париже. Композиция «Льды» была записана коллективом для их дебютного промоальбома Olkaa Hyuve, где была озаглавлена как «Нечистая сила».

## Список композиций
Автор всех песен — Эдуард «Рэтд» Старков, кроме «По приютам» (народная).
| №   | Название         | Длительность |
| --- | ---------------- | ------------ |
| 1.  | «Акула»          | 4:20         |
| 2.  | «Галлюцинат»     | 3:06         |
| 3.  | «Ай-да!»         | 3:39         |
| 4.  | «Вороны»         | 5:07         |
| 5.  | «Мальчиш-Плохиш» | 3:18         |
| 6.  | «Рутина»         | 4:13         |
| 7.  | «Нуихули»        | 2:51         |
| 8.  | «Скандинавец»    | 3:30         |
| 9.  | «Крылья»         | 7:00         |
| 10. | «Зайцы»          | 4:30         |
| 11. | «Изгой»          | 4:07         |
| 12. | «Штурман»        | 4:57         |
| 13. | «Льды»           | 4:58         |
| 14. | «Марсианка»      | 2:41         |
| 15. | «Кровь»          | 4:30         |
| 16. | «По приютам»     | 2:25         |

## Участники записи
- Эдуард Старков — вокал, гитара, трубы
- Юрий Лебедев — бас-гитара
- Павел Лабутин — виолончель
- Владислав Викторов — барабаны
- Геннадий Бачинский — музыкальный продюсер